# Voisins (Louveciennes)
Pour les articles homonymes, voir Voisins.
Le hameau de Voisins (ou village de Voisins) se situe dans la commune de Louveciennes, dans le département des Yvelines en France.
Le site de 131 hectares est dit « inscrit », de par son caractère patrimonial, en 1946.

## Toponymie
« Voisin » (vicinus), comme toponyme, est un dérivé du latin vicus (bourg, village).

## Histoire
De nos jours quartier de la ville de Louveciennes mais cependant quelque peu à l'écart, Voisins a acquis sa renommée à partir de 1681, date où ont commencé les travaux de la machine de Marly.

### La machine de Marly
La machine de Marly est construite à compter de 1681 dans le but de remonter l'eau de la Seine puisée à Bougival vers les réservoirs situés sur le plateau du Cœur volant à proximité du château de Marly. L'eau, depuis la Seine, est refoulée jusqu'aux puisards dits de mi-côte, à flanc de coteau, puis aux puisards supérieurs, là où commence Voisins, et enfin à l'aqueduc de Marly. Deux bâtisses abritant les pompes sont construites au niveau des puisards, l'une à mi-côte et l'autre en bordure du vallonnement de Voisins. Entre cette dernière et l'aqueduc, les canalisations vont être souterraines et traverser le premier château construit sur les lieux, le château dit « de Voisins ».
La demeure d'Arnold de Ville, ingénieur en chef du projet puis gouverneur de la machine, sera le Pavillon des Eaux en bordure du chemin de la Machine.

La machine de Marly
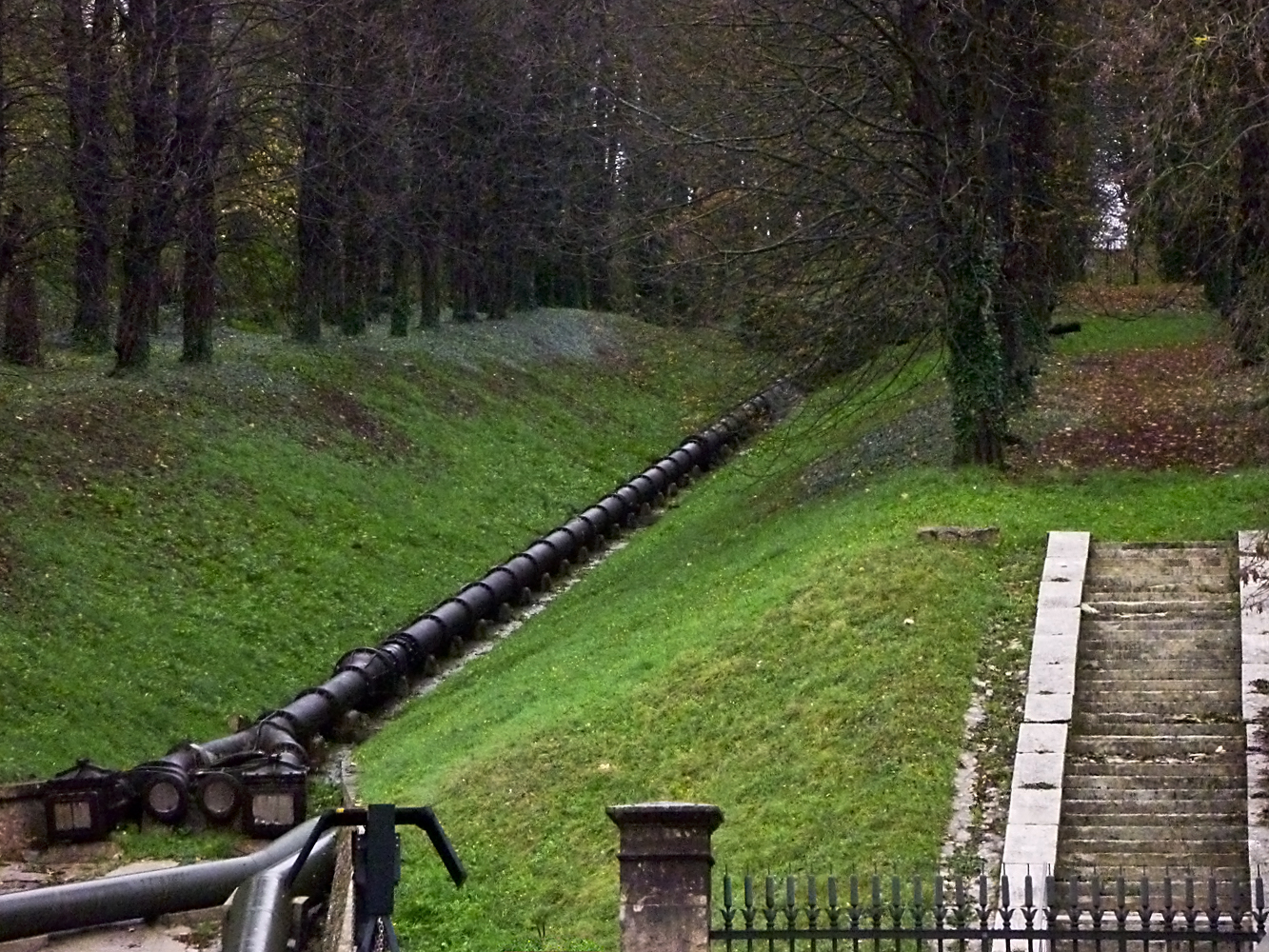
Canalisation moderne.
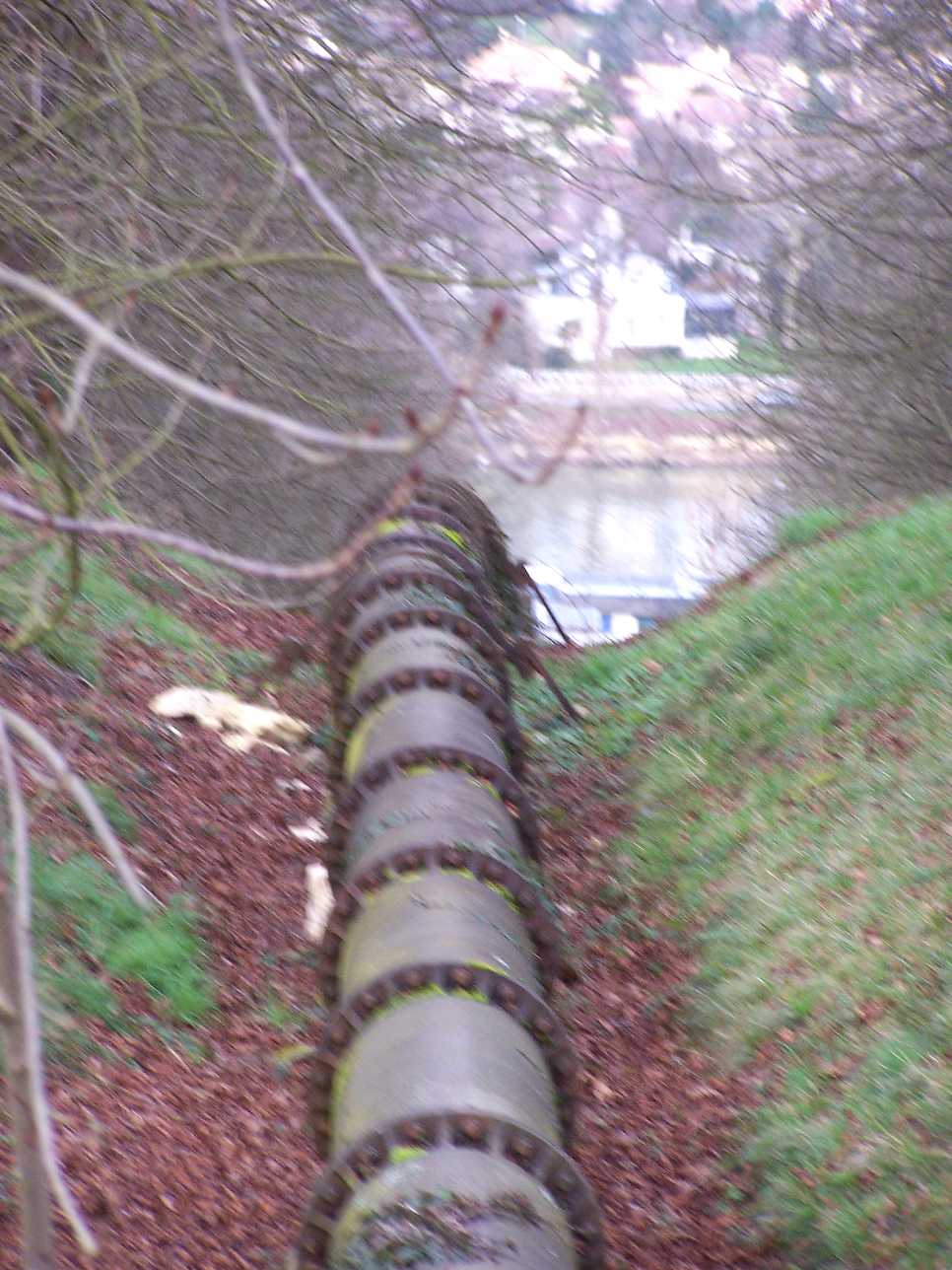
Canalisation moderne montant de la Seine.
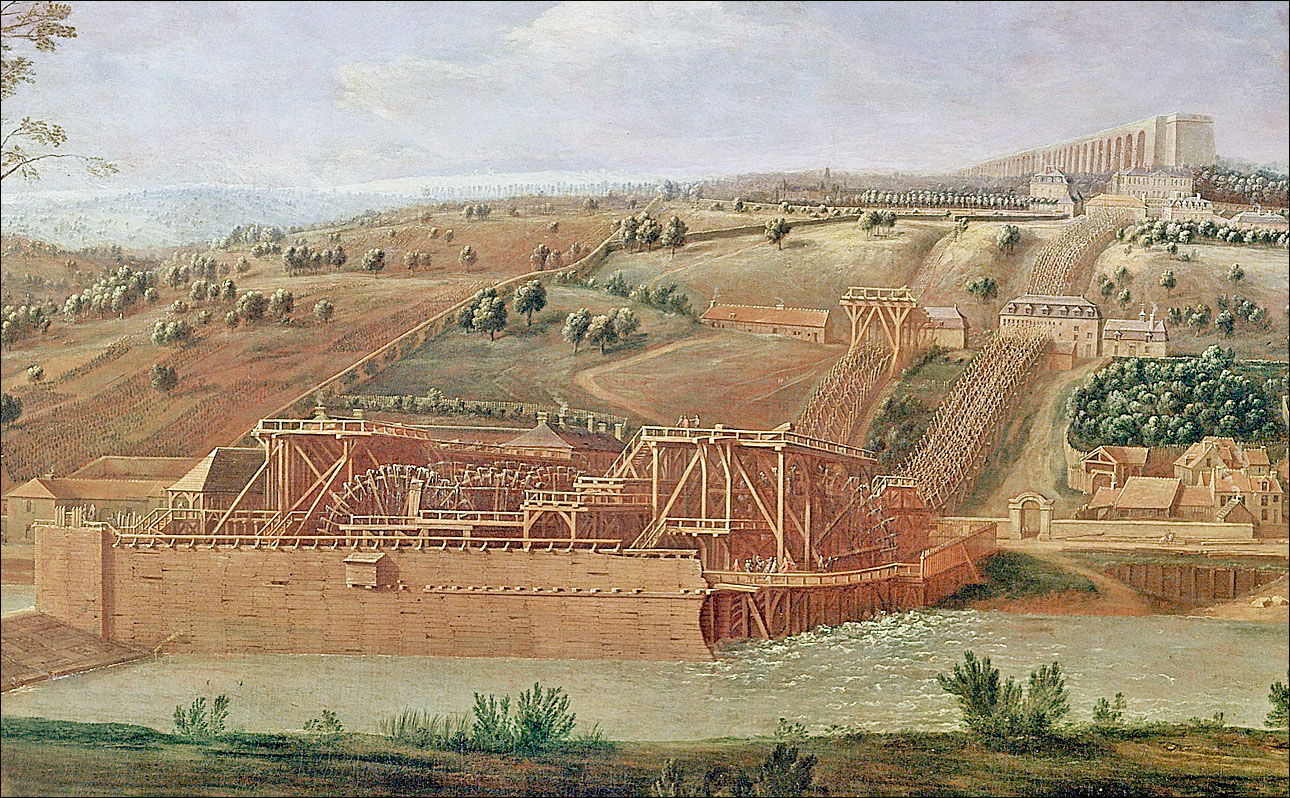
Vue de la machine au temps de Louis XIV.
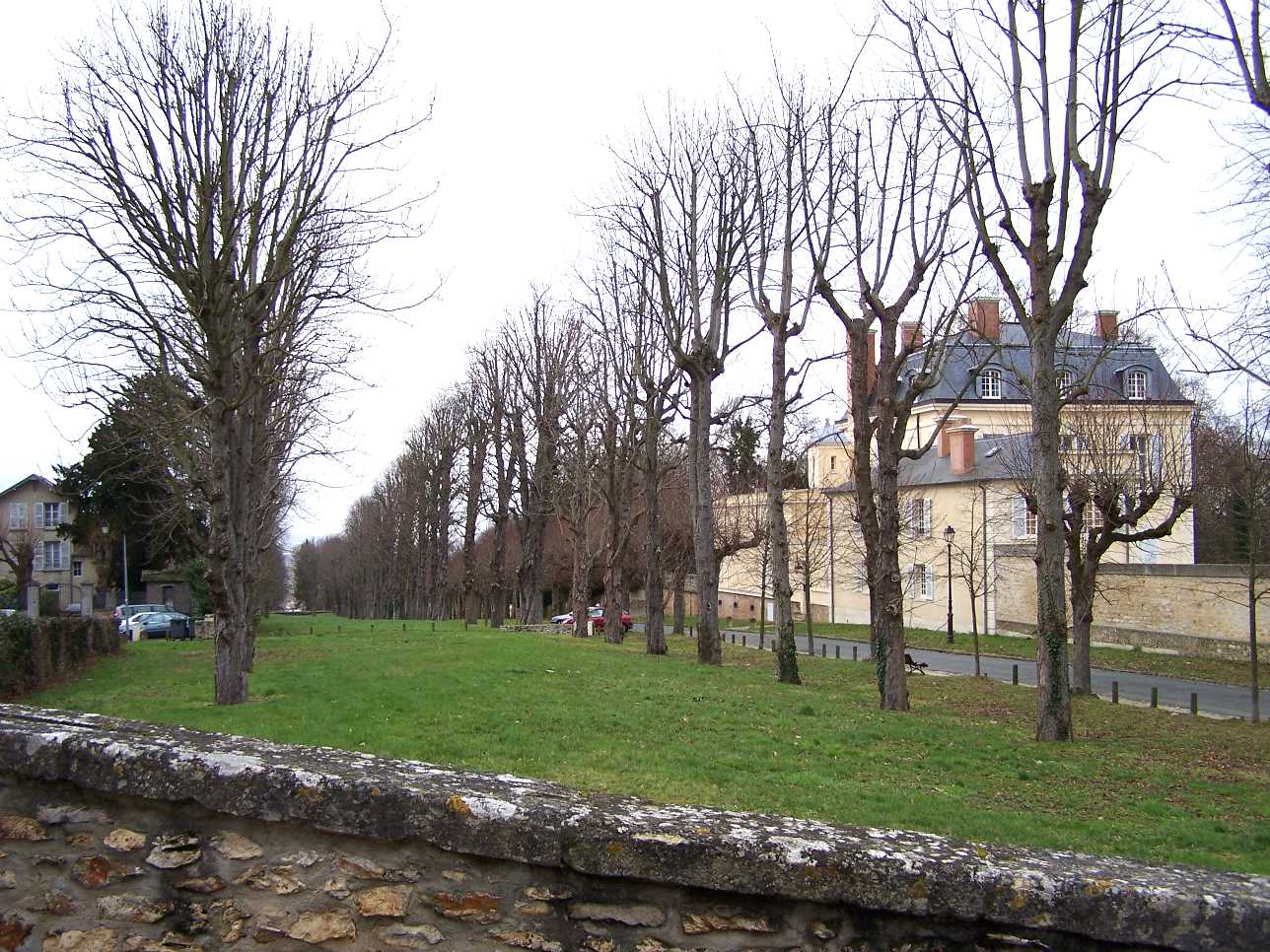
Le chemin de la Machine en direction du nord. Au premier plan, le petit pont menant à la place Ernest-Dreux.

## Patrimoine

### Le château de Voisins
Dans l'alignement de l'avenue Saint-Martin, un premier château construit entre 1650 et 1675 fut habité de 1696 à 1716 par Louis Oger de Cavoye (1640-1716), grand maréchal des logis de la maison du roi depuis 1677.
Louise-Élisabeth de Bourbon-Condé (1693-1775), princesse de Conti, petite-fille de Louis XIV et de Madame de Montespan par sa mère Mademoiselle de Nantes, habita ce château.
À la Révolution, la famille Le Coulteux de La Noraye l'habita. Madame Le Coulteux hébergea pendant quelque temps le poète André Chénier qui la chanta dans ses Élégies à Fanny et qui finit sur l'échafaud en juillet 1794.
Vers 1820, son propriétaire le comte Hocquart de Turtot le fit démolir puis reconstruire selon de nouveaux plans. Il abrite aujourd'hui un centre de formation BNP Paribas.

Le château de Voisins
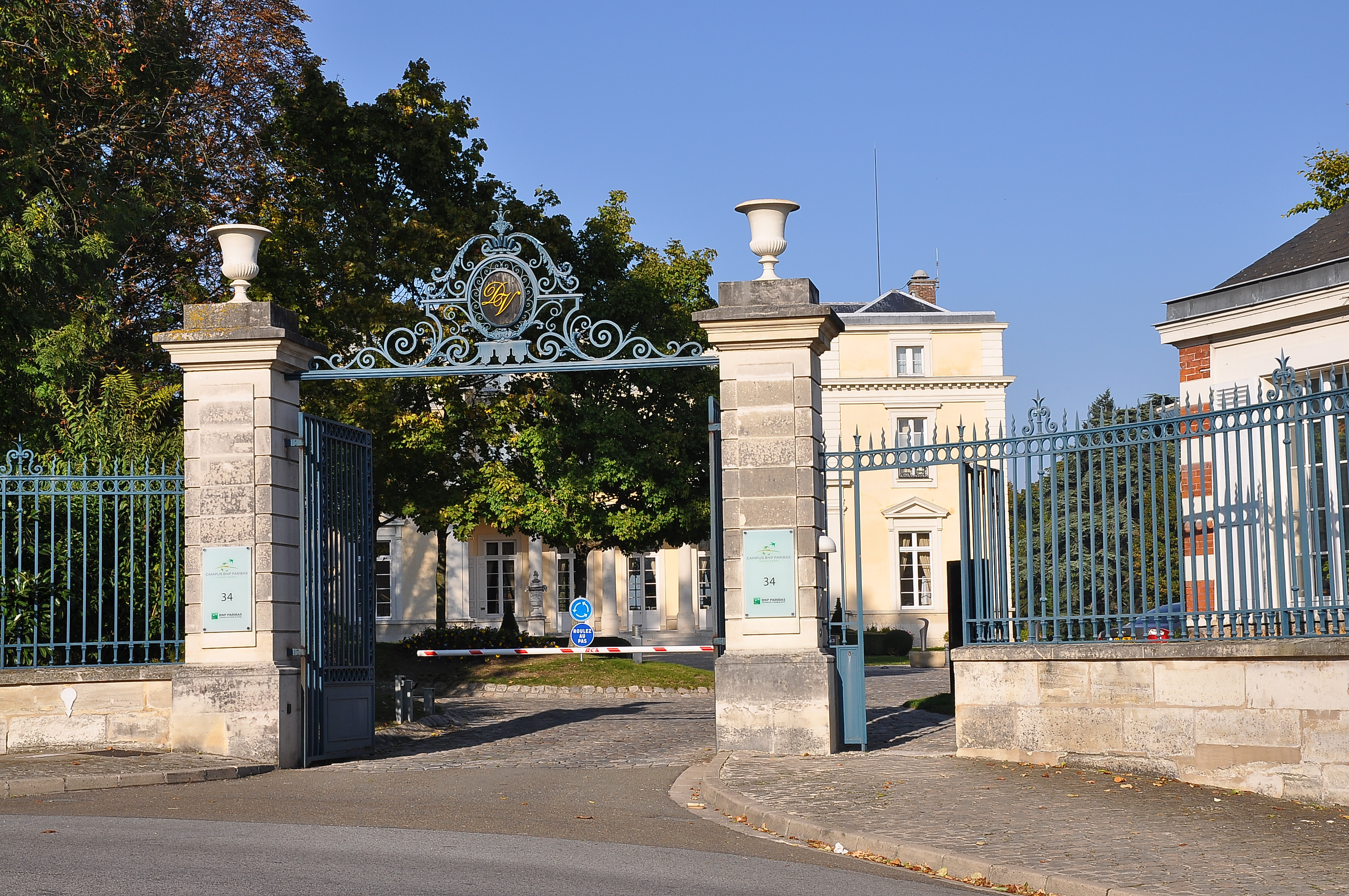
Entrée du château de Voisins.
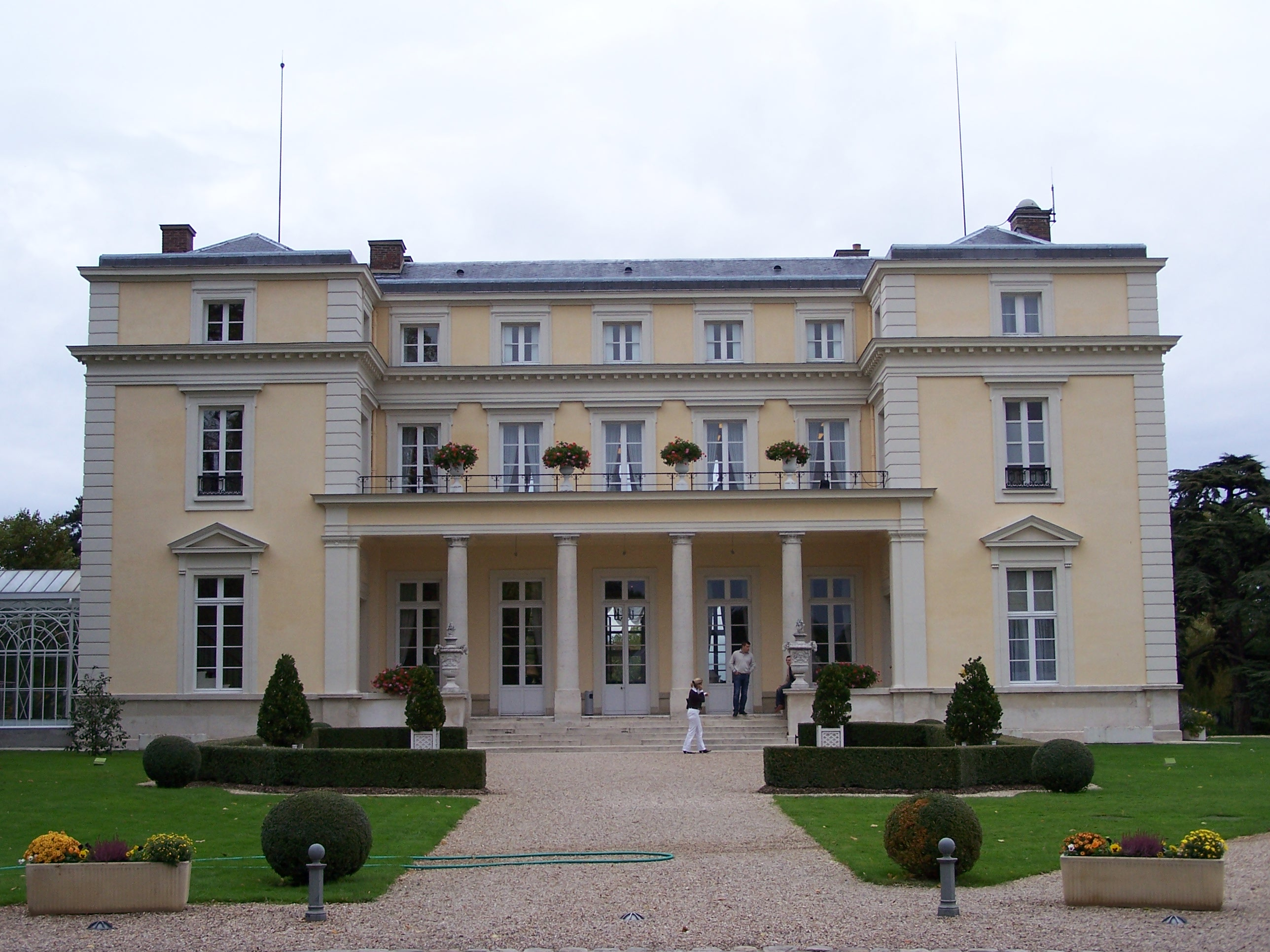
Le château de Voisins.
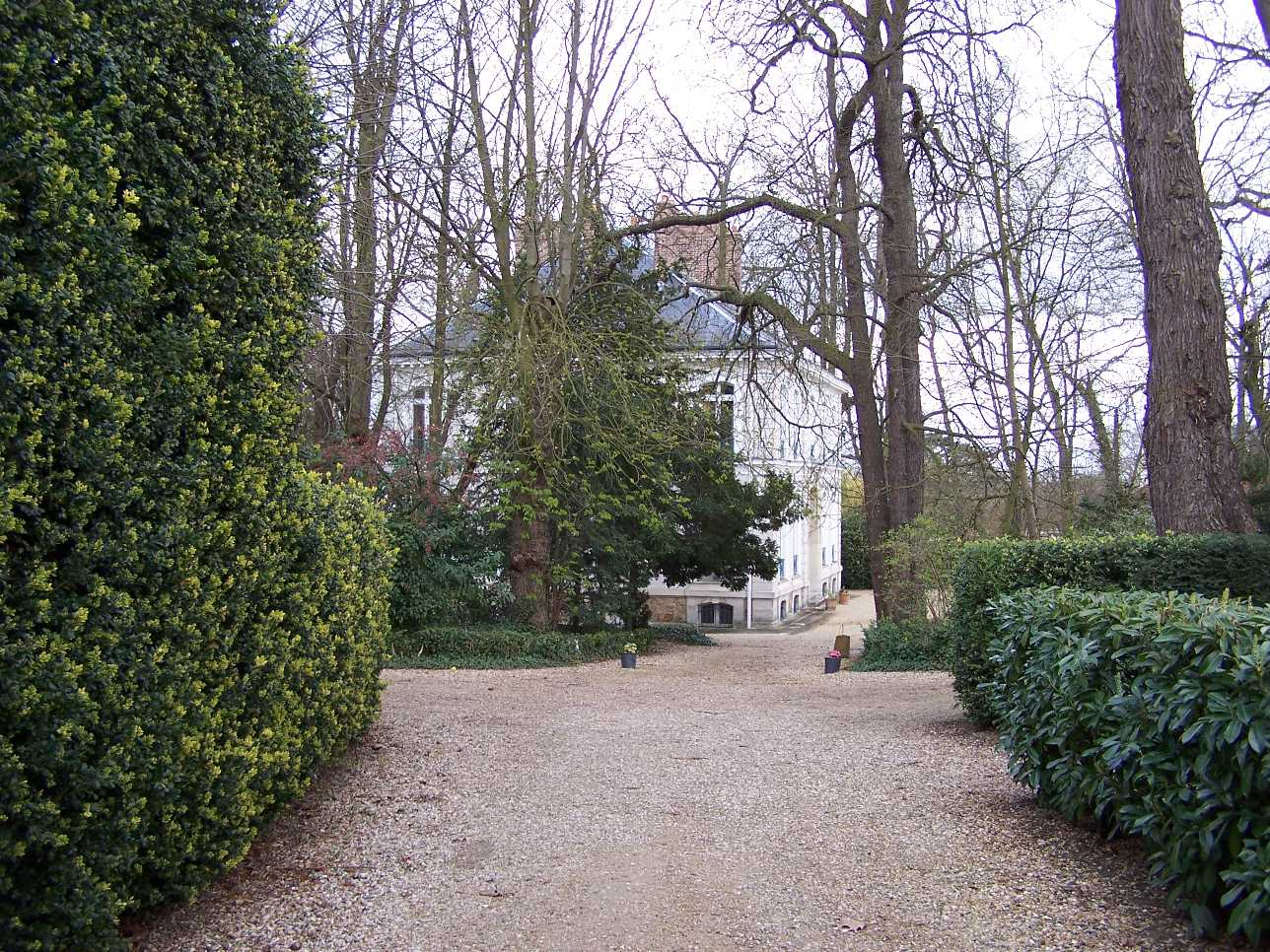
Le pavillon de Voisins.
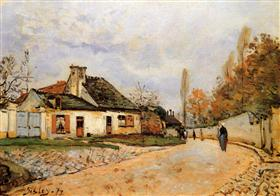
Rue de Voisins, Louveciennes (1872, D. 33, connue sous le titre de Rue de village par Sisley.
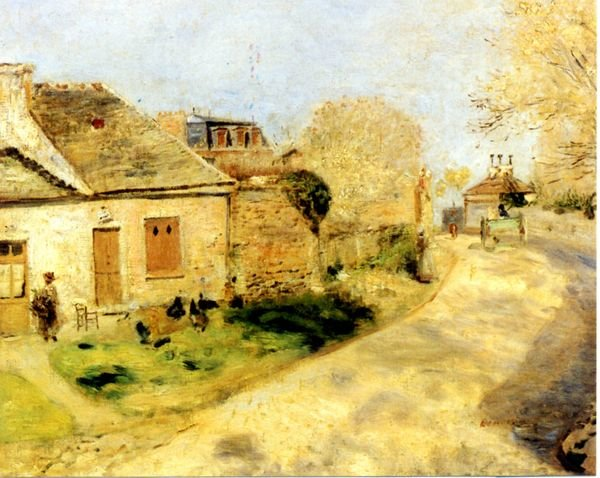
La Provende des poules, 1895, Renoir.
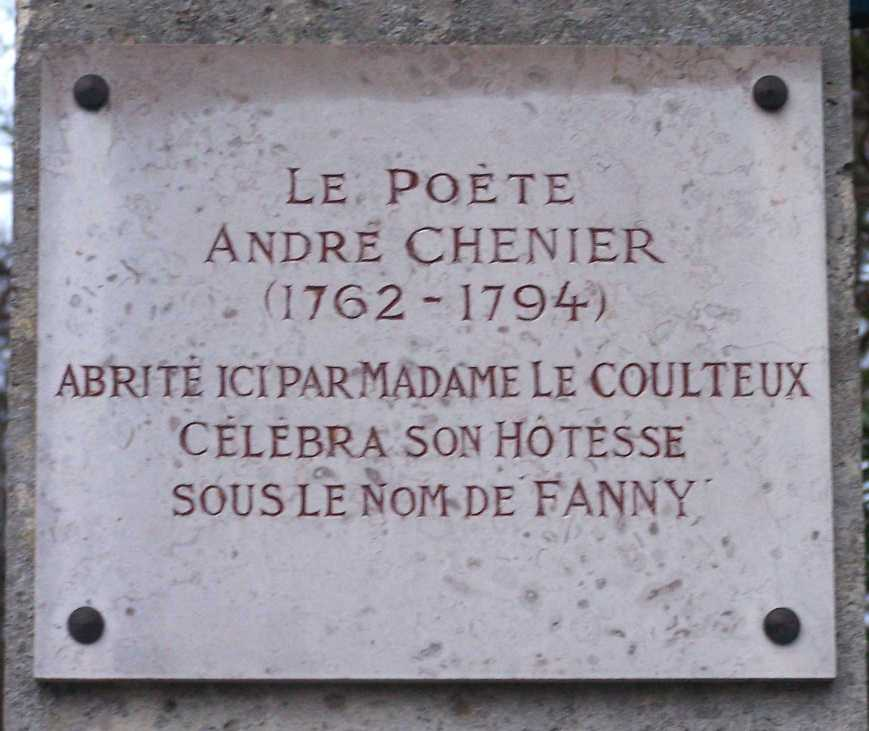
Plaque commémorative pour le poète André Chénier.
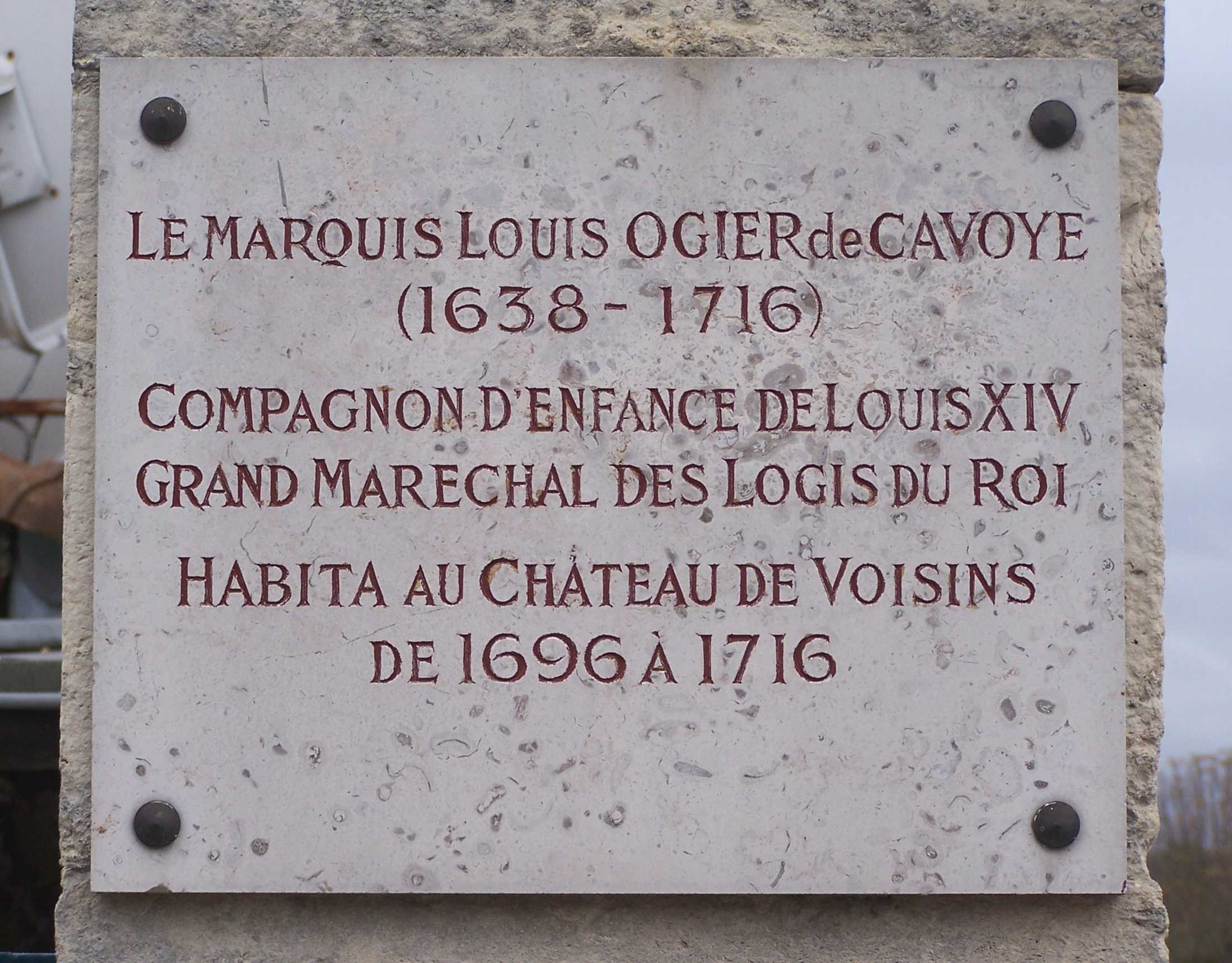
Plaque commémorative pour le maréchal des logis du roi Louis Oger de Cavoye.

### Le pavillon de Voisins
Son domaine jouxte celui du château de Voisins. Le poète Leconte de Lisle y est mort le 17 juillet 1894.

### Le château de Madame du Barry, ou Pavillon des eaux ou «Pavillon du gouverneur de la machine»
Au départ, ce manoir fut construit en 1684 le long du chemin de la Machine pour être la demeure du gouverneur de la machine de Marly, Arnold de Ville, d'où son nom de « Pavillon des Eaux » ou celui de « demeure d'Arnold de Ville ».
Il fut ensuite occupé, pendant la première moitié du XVIIIe siècle, par des enfants naturels et légitimés de Louis XIV et de Madame de Montespan, dont principalement le comte de Toulouse et le duc de Penthièvre, Louis-Alexandre de Bourbon, qui fit procéder à l'aménagement d’un parc à la française.
En 1769, Louis XV décida d'y loger sa favorite, Madame du Barry, qui entreprit de multiples travaux :
- aménagement du parc ;
- extensions du bâtiment en 1769 par Ange-Jacques Gabriel, d'où le nom de château de Madame du Barry ;
- construction d'un pavillon de réception, le Pavillon de Musique, à l'extrémité nord (voir paragraphe suivant).

À la mort de Madame du Barry, guillotinée en décembre 1793, la propriété fut démantelée, voire pillée, au gré de ses différents propriétaires, en trois propriétés :
- le château de Madame du Barry avec son parc ;
- le Pavillon de Musique, situé à l'extrémité sud du domaine (voir section suivante) ;
- un pavillon de réception, composé de deux pavillons d'entrée reliés, construit par Goury en 1897 et 1898, situé à l'extrémité sud du domaine.

Pavillon de Musique.
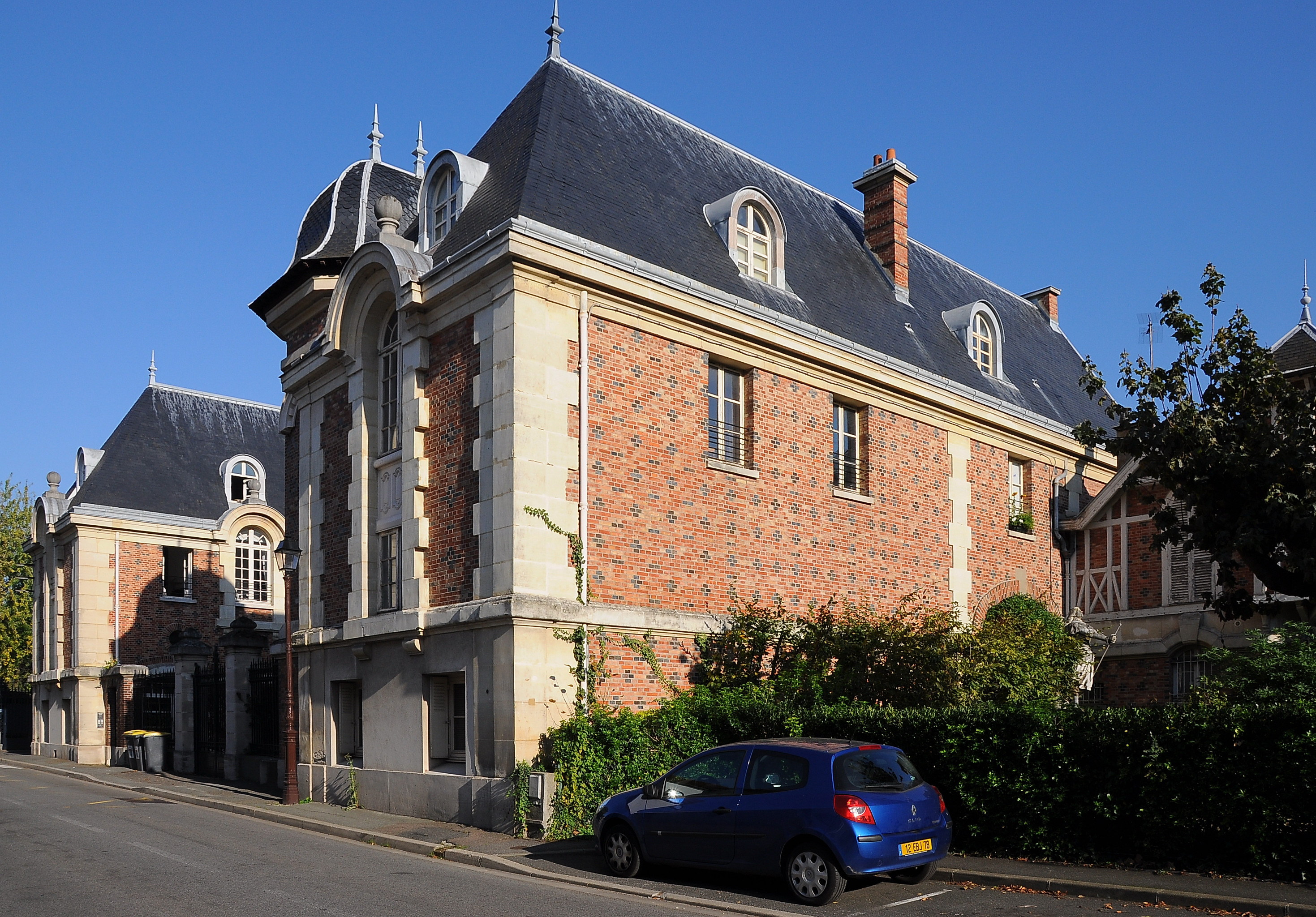
Anciennes écuries du château, hameau de Voisins.
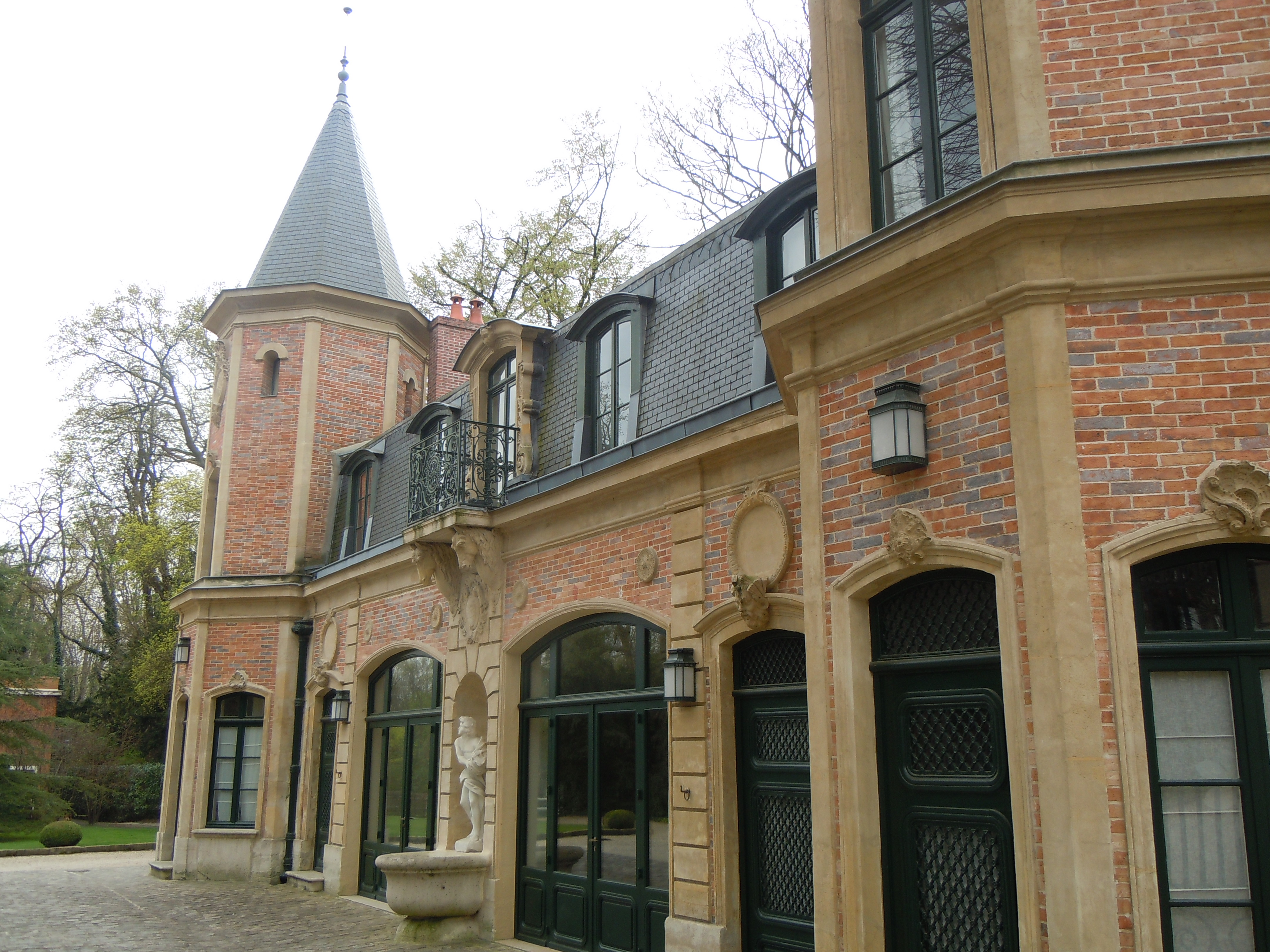
Pavillon d'entrée.
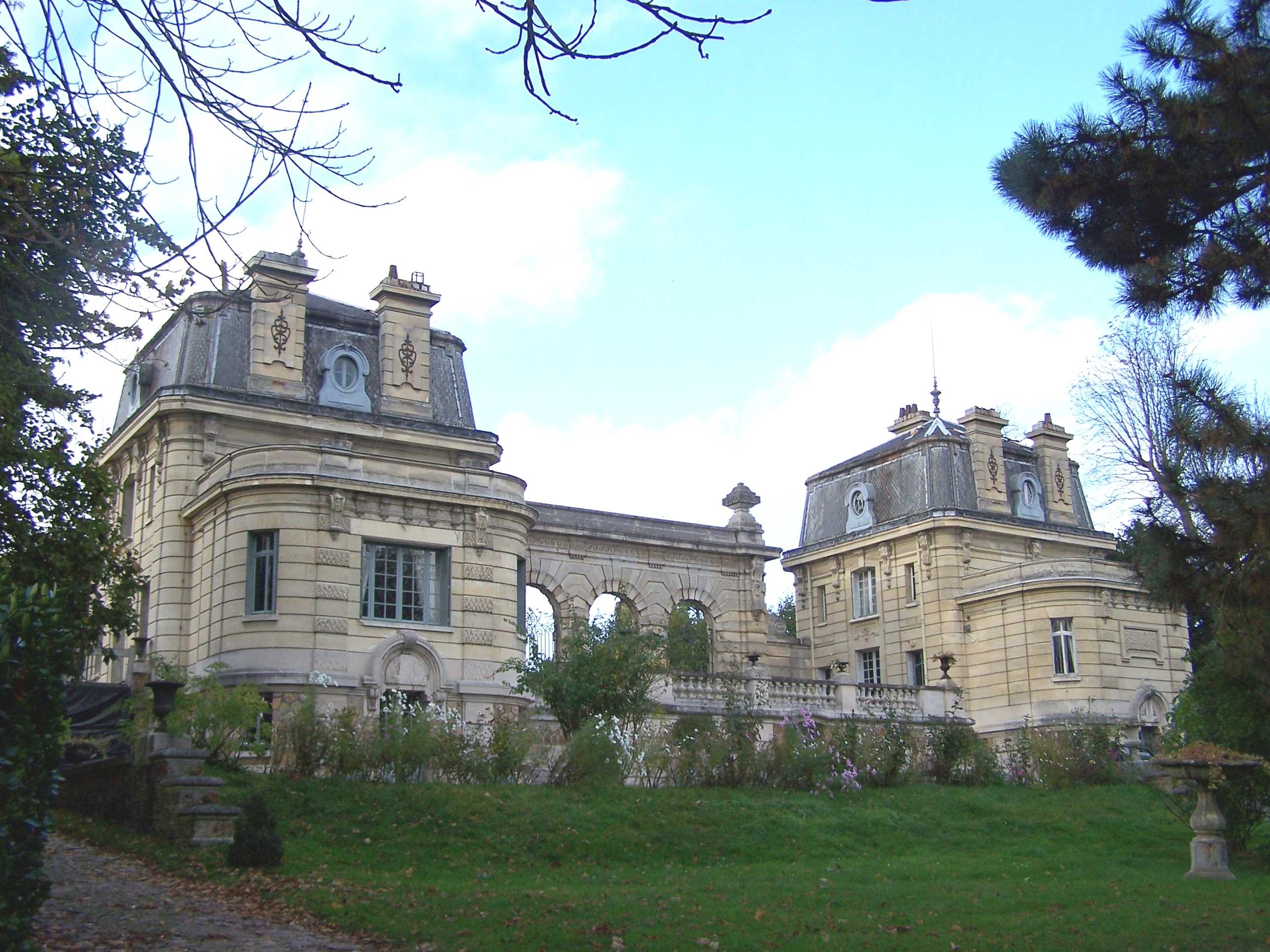
Pavillons de Goury à l'entrée de l'ancien parc.
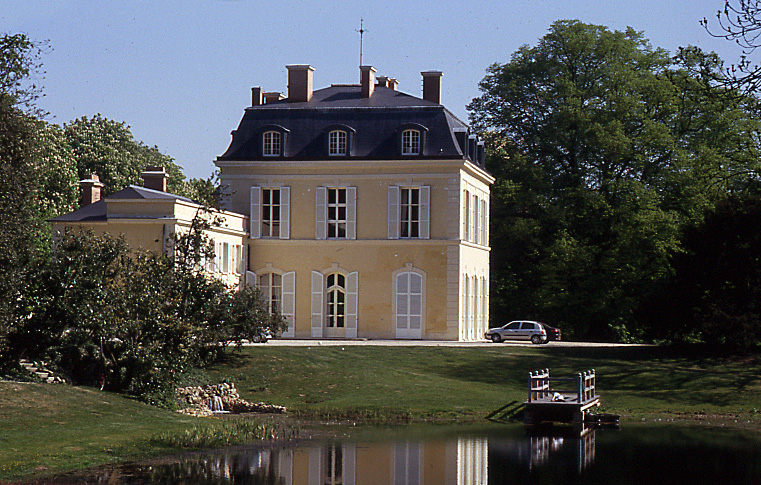
Pavillon des Eaux.

### Le Pavillon de Musique ou «pavillon de Louveciennes» ou «pavillon de Ledoux»
Le pavillon de musique, édifié en 1771 au nord du domaine, est un pavillon de réception dont Madame du Barry confia la construction à l'architecte Claude-Nicolas Ledoux.
En 1923, il fut déplacé et éloigné de la falaise par son propriétaire, le parfumeur François Coty.
Il fait partie aujourd'hui d’un domaine, attenant à celui du château de Madame du Barry mais distinct, comprenant à son entrée, le long du chemin de la Machine, un petit châtelet construit par Pasquier à la fin du XIXe siècle. L'ensemble abrite l’American School of Paris depuis 1959.

Dessins d'architecte du Pavillon de Musique
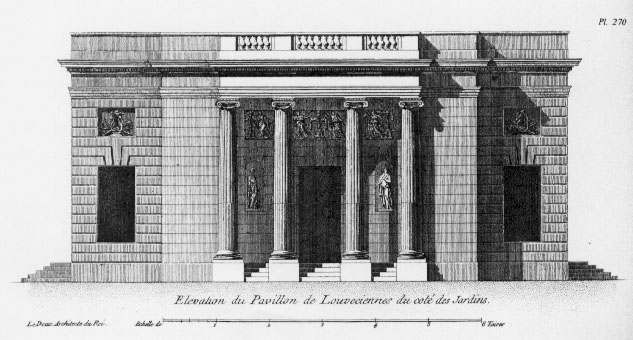
Élévation côté jardin.
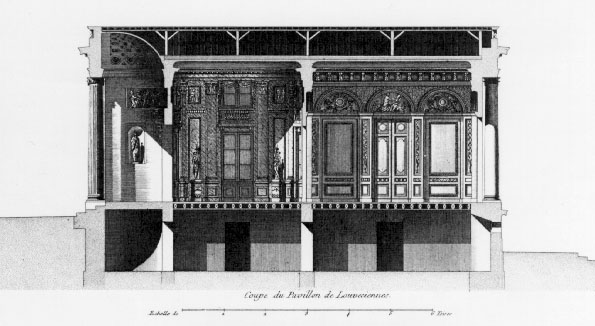
Vue en coupe.
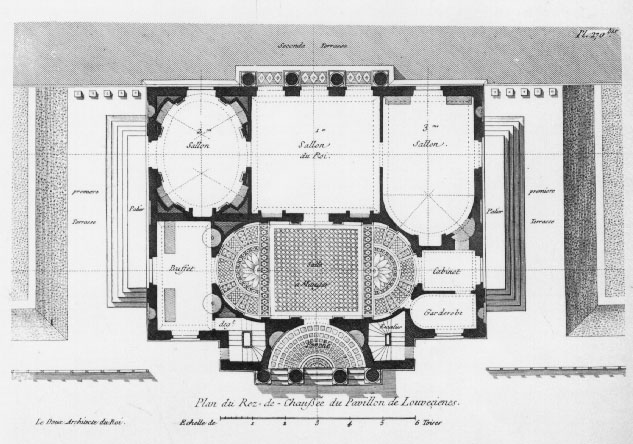
Plan du rez-de-chaussée.

### Le parc
En 1852, le domaine du château de Madame du Barry fut agrandi jusqu'à la Seine, mais divisé en deux lots.
Le premier lot, comprenant le château, fut acquis par le banquier Salomon Goldschmidt.
Le second lot comprenait :
- le pavillon de musique de Ledoux ;
- deux entrées construites par l'architecte Pasquier, l'une située 28 route de la Princesse, et l'autre quai Rennequin-Sualem à Bougival. Il fut acquis par une riche Américaine de Baltimore, Alice Thal de Lancey, maîtresse du banquier Nissim de Camondo, qui l'avait rencontrée par l'entremise d'Arthur Meyer. Edmond de Goncourt se moqua de « l'ironique intérieur de Louveciennes, là où habita Madame du Barry et où habite aujourd'hui Mme de Lancey et où le banquier Camondo remplace Louis XV »[3].

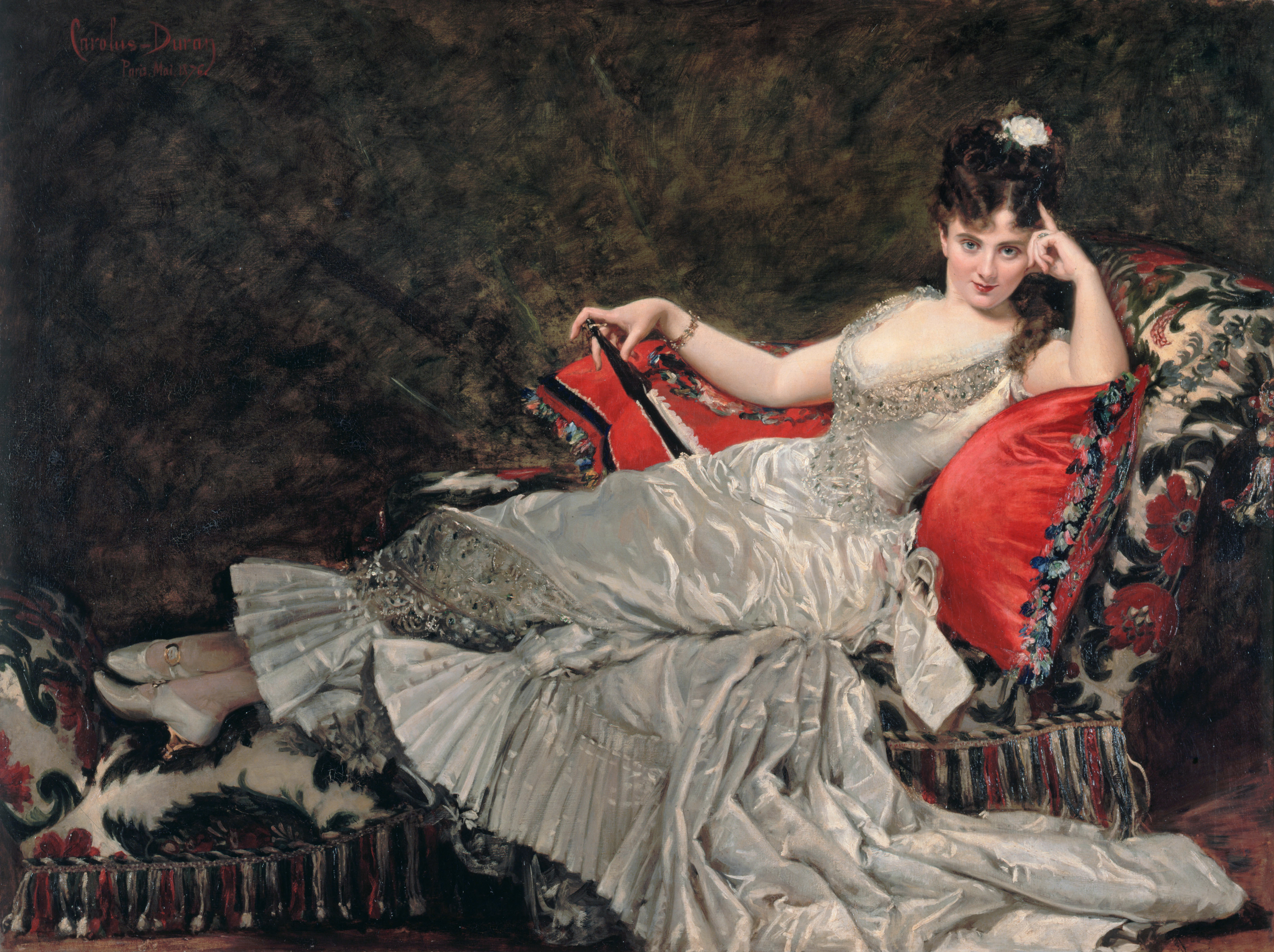
Alice Tahl de Lancey (Carolus-Duran, 1876).

## Peintres

### Camille Pissarro
Camille Pissarro (1830-1903) vint à Louveciennes et y peignit son célèbre tableau l' Entrée du village de Voisins représentant le bas de l'actuelle avenue Saint-Martin et l'entrée du domaine de Voisins.
Le tableau intitulé Le Village de Voisins représente le petit pont qui mène à la place Ernest-Dreux depuis le chemin de la Machine.

Tableaux de Pissarro
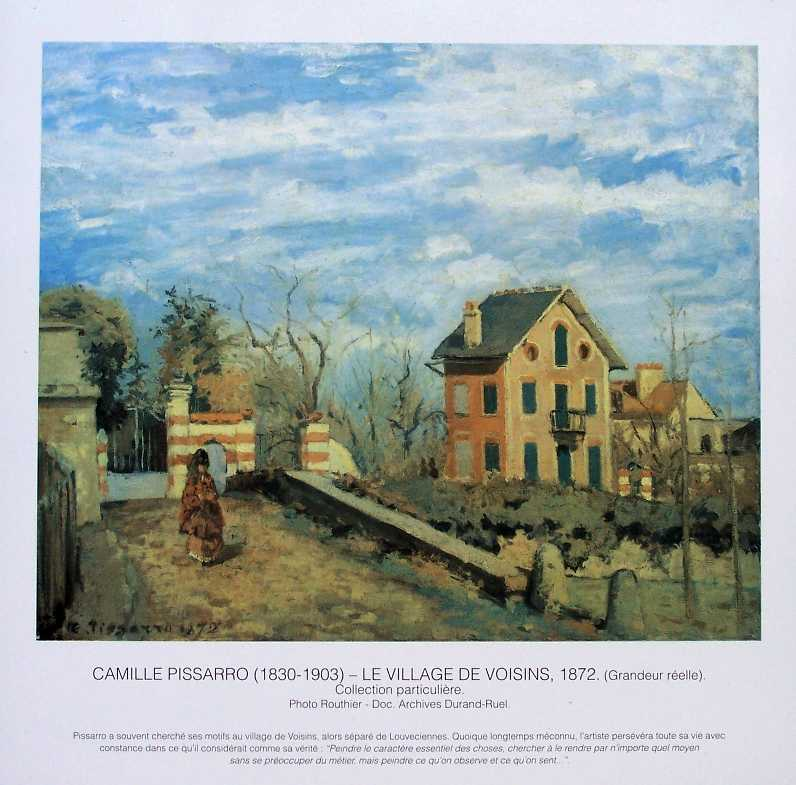
Camille Pissarro, Le Village de Voisins.
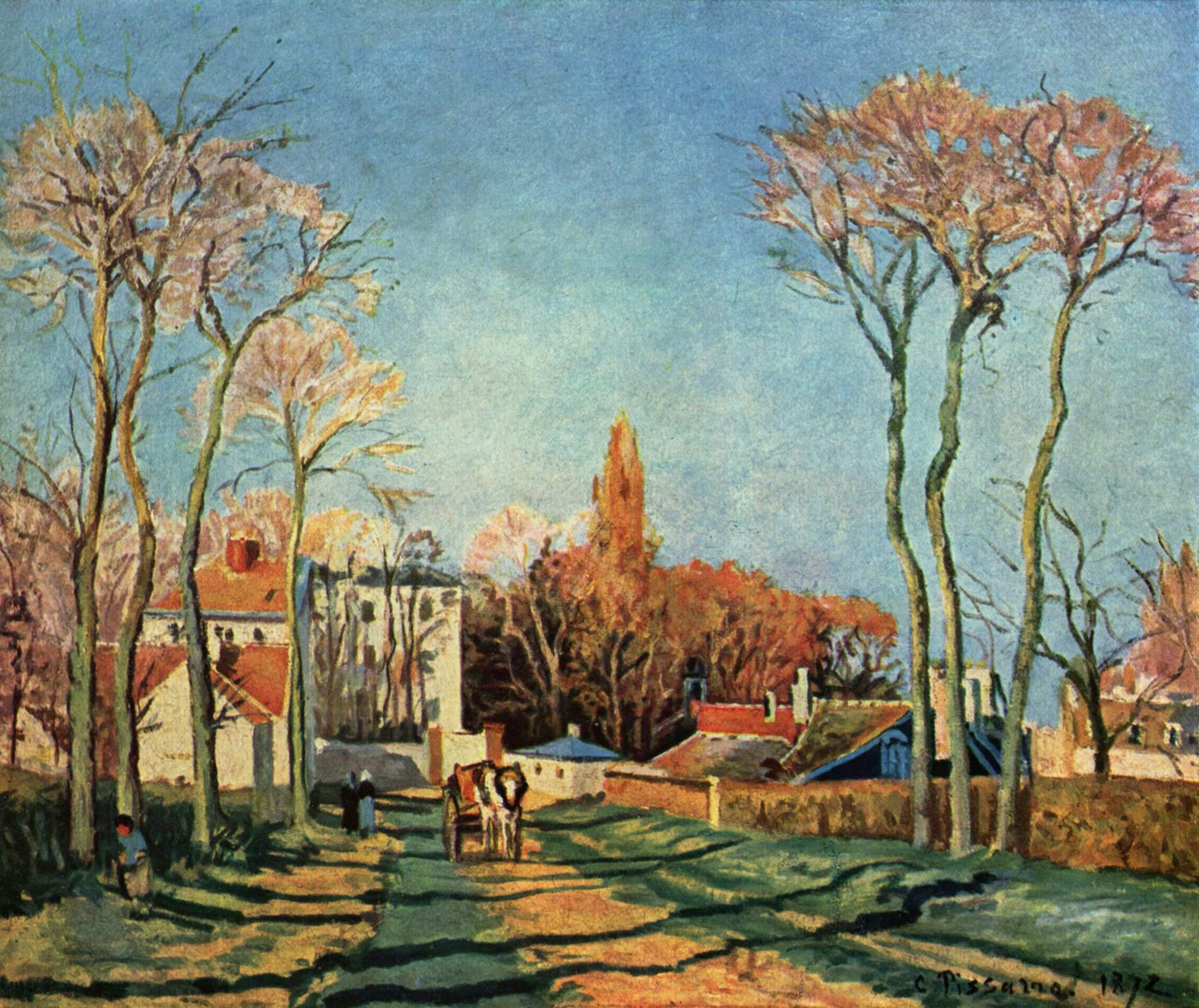
Pissarro, Entrée du village de Voisins, 1872.

### Alfred Sisley
Alfred Sisley (1839-1899) demeura à Voisins de 1870 à 1874.

Tableaux de Sisley
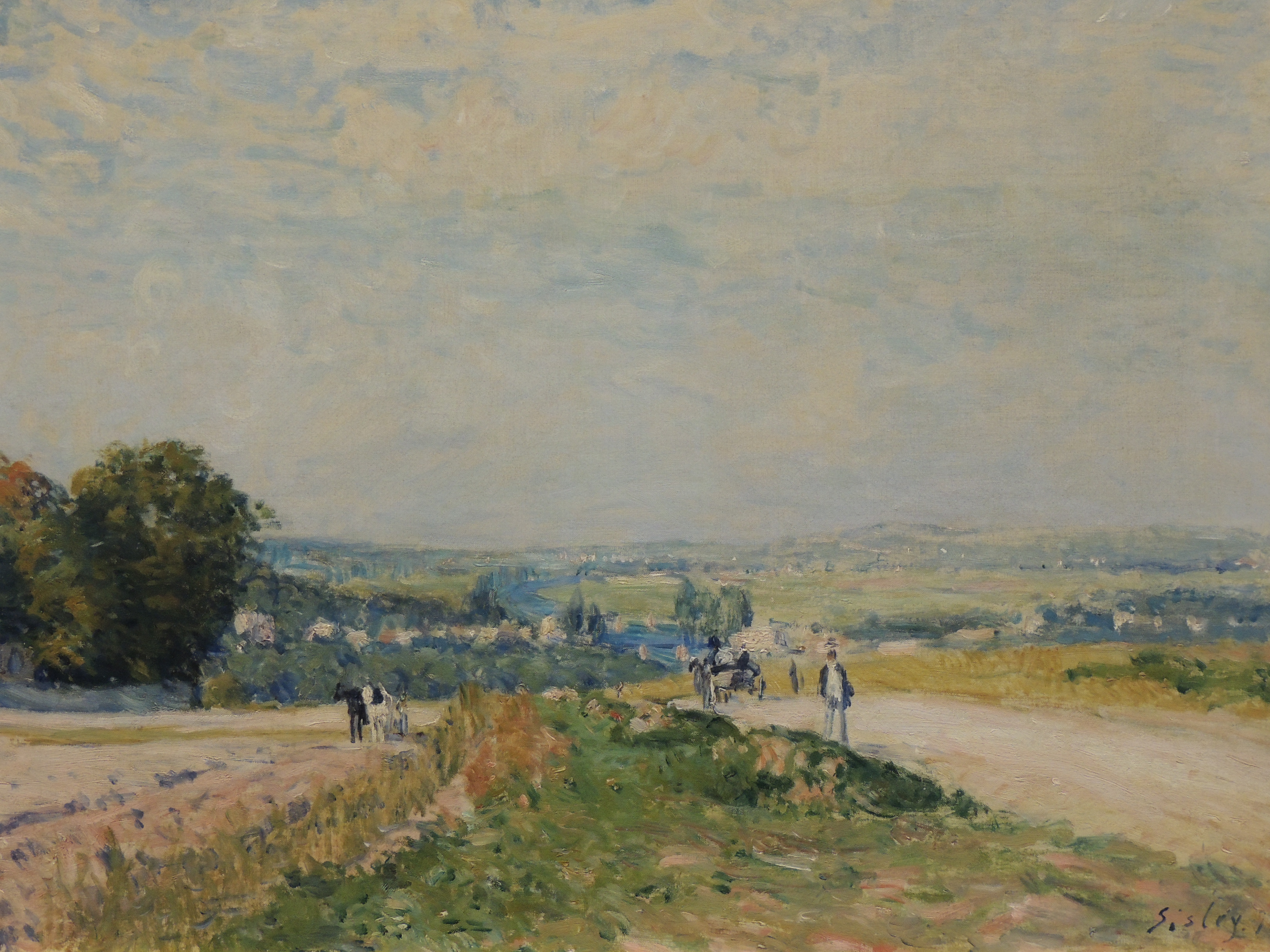
Sisley, Le Chemin de Montbuisson à Louveciennes.
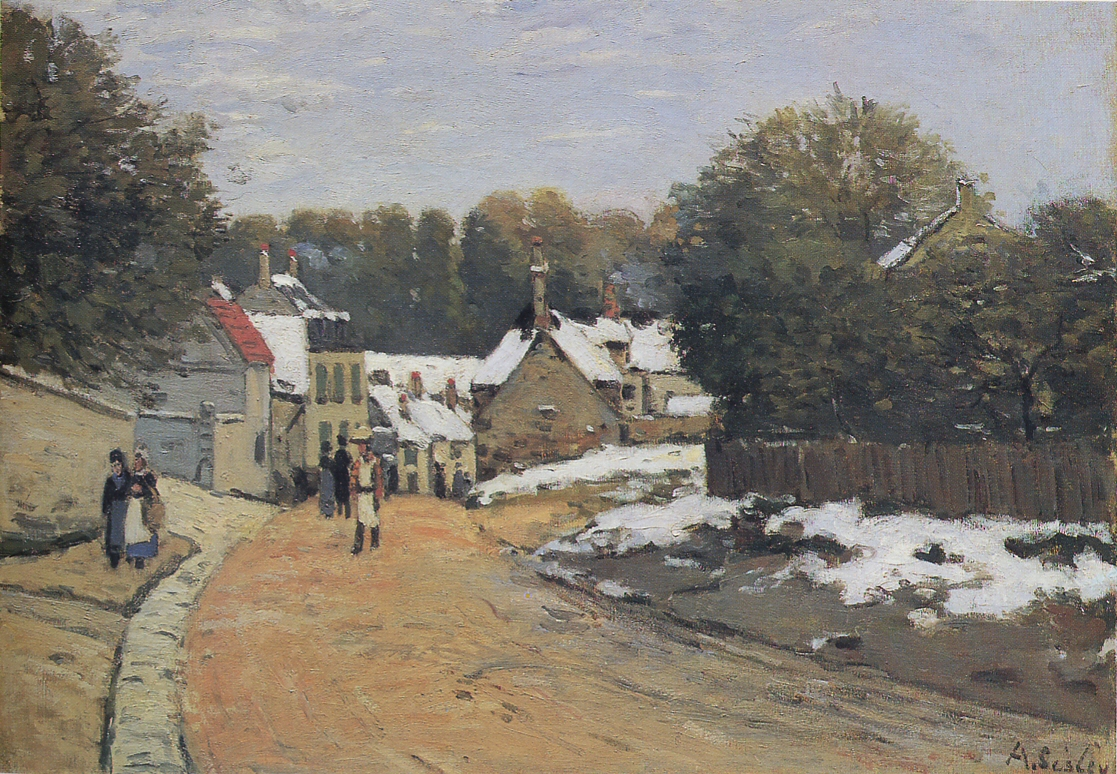
Sisley, Early Snow at Louveciennes.
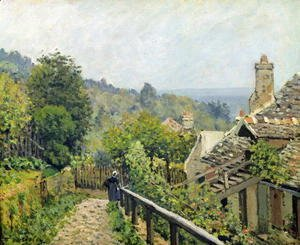
Sisley, Sentier de la mi-côte à Louveciennes.

### Auguste Renoir
Auguste Renoir (1841-1919) ne résida que sporadiquement à Louveciennes, ses parents ayant acheté une maison dans le village en 1868. Lui-même et son épouse restèrent à Voisins de 1869 à 1870, le peintre ayant quitté Paris et les portraits pour les paysages et entrer ainsi dans sa période impressionniste.

Présence de Renoir
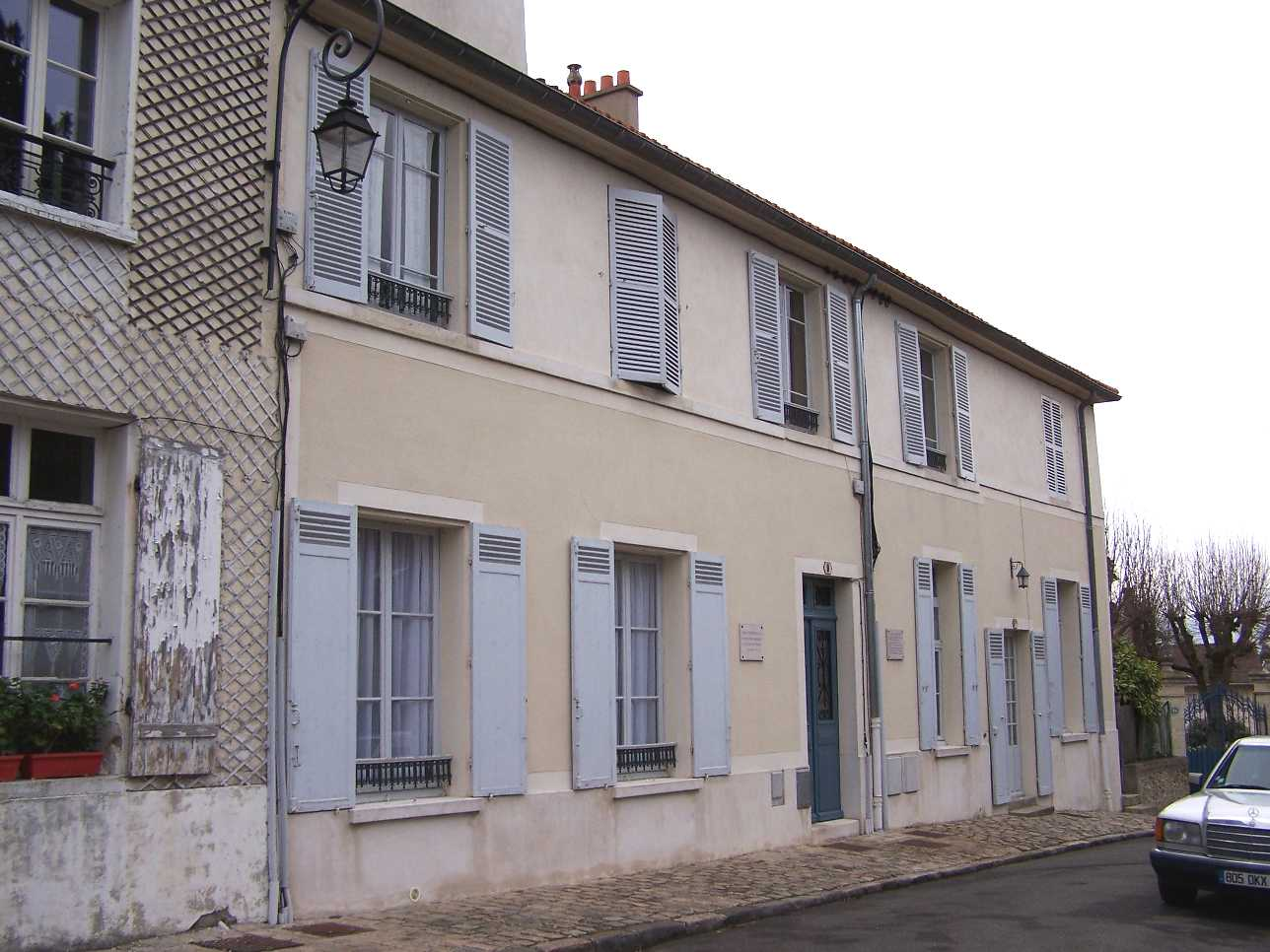
Maison de Renoir au hameau de Voisins (place Dreux).
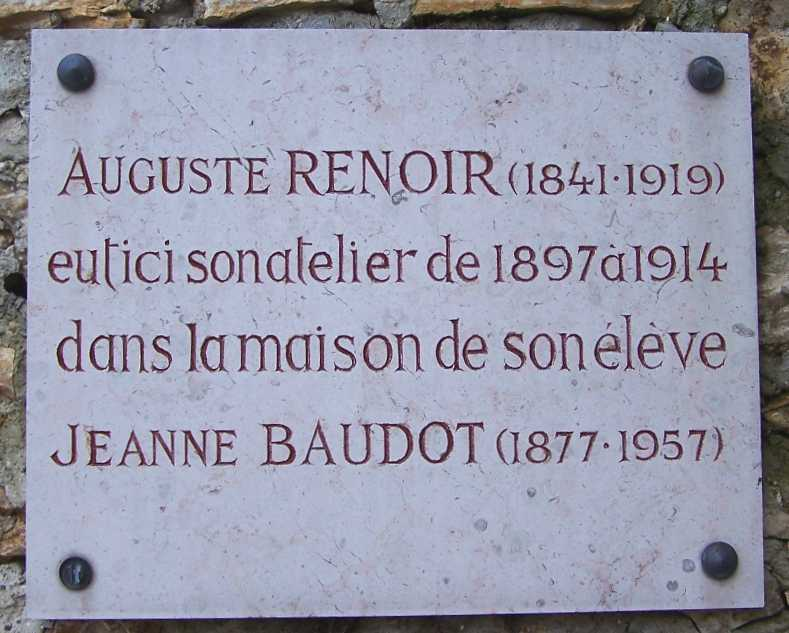
Plaque commémorative pour Auguste Renoir.
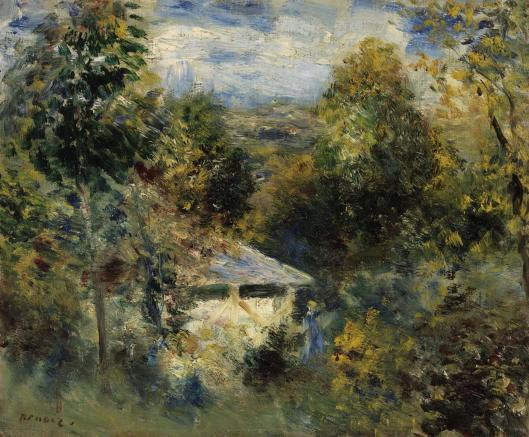
Renoir, Louveciennes.

## Autres hôtes célèbres du hameau
- Le compositeur Camille Saint-Saëns (1835-1921) habita au village de Voisins de 1865 à 1870.
- Le poète Leconte de Lisle y est mort en 1894, alors qu'il était en villégiature chez son amie, admiratrice et écrivaine Jean Dornis, au pavillon de Voisins qui était à l'époque la propriété de son époux, avec le château de Voisins adjacent.
- Kurt Weill (1900-1950), compositeur allemand, fuyant le régime nazi, se réfugia à Voisins en 1933 avant de partir pour les États-Unis en 1935.
- Charles Munch (1891-1968), chef d'orchestre alsacien, habita place Ernest-Dreux de 1958 à 1968.

Diverses plaques commémoratives
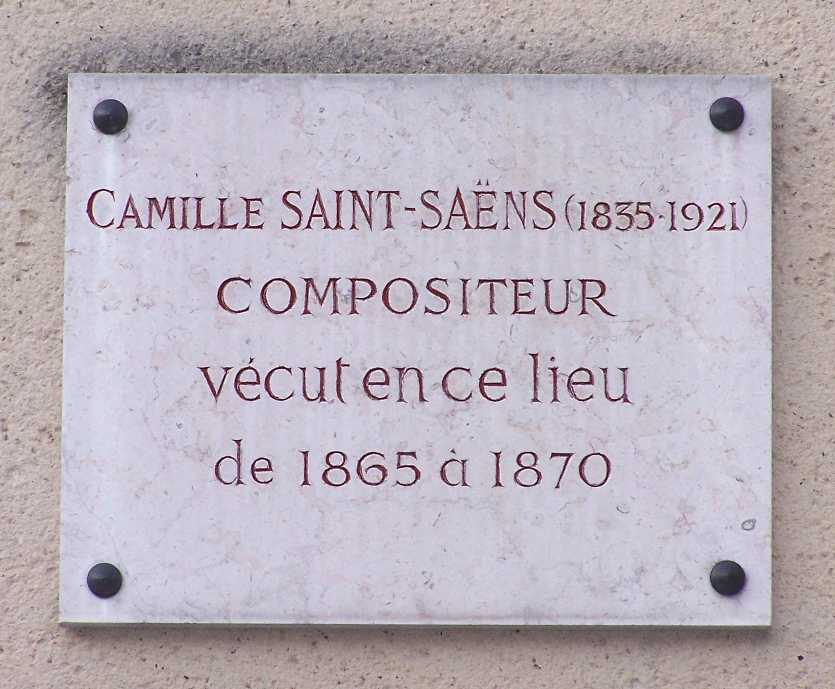
Pour Camille Saint-Saëns.
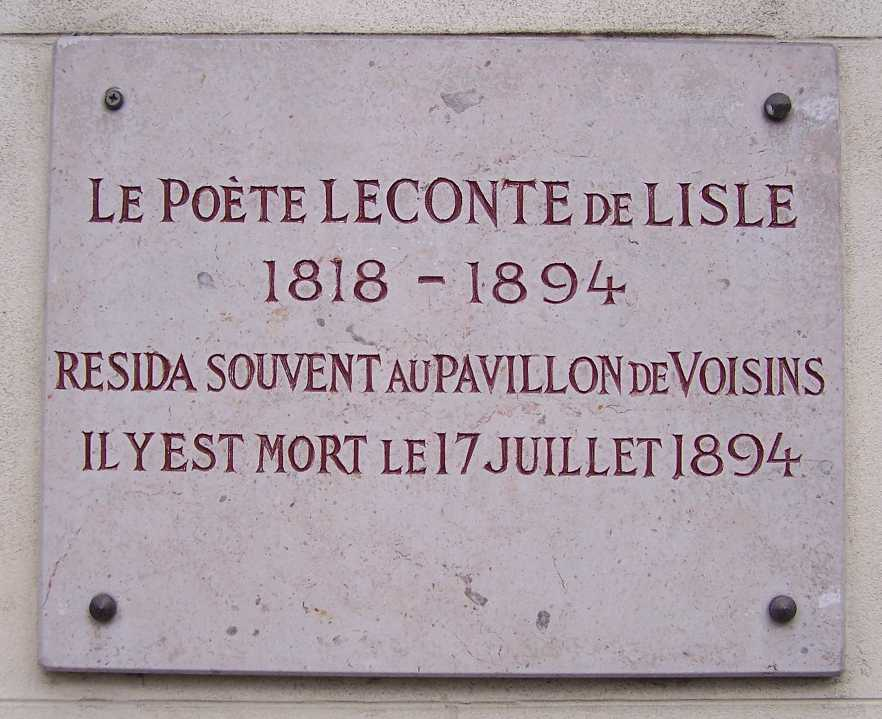
Pour Leconte de Lisle.
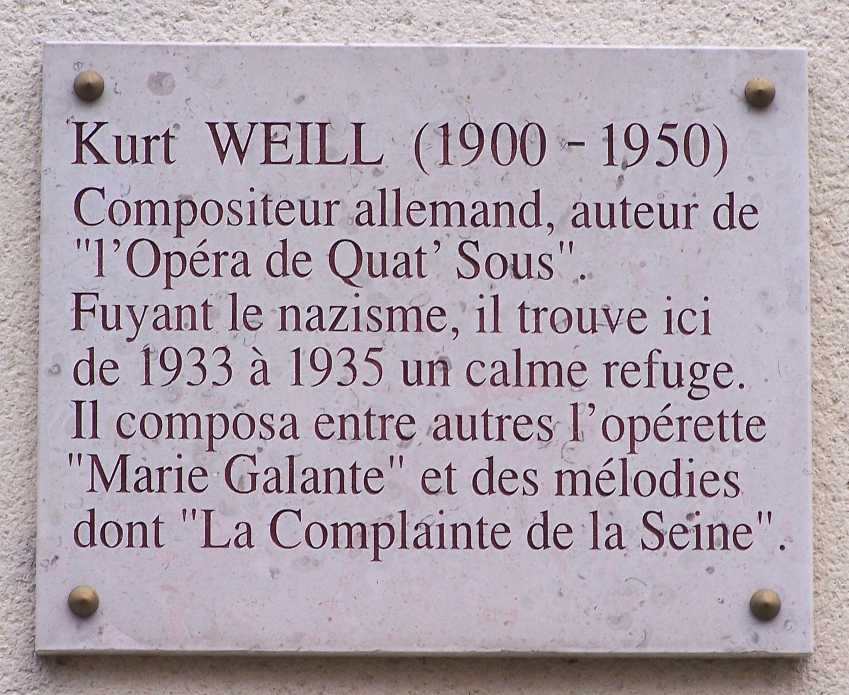
Pour Kurt Weill.
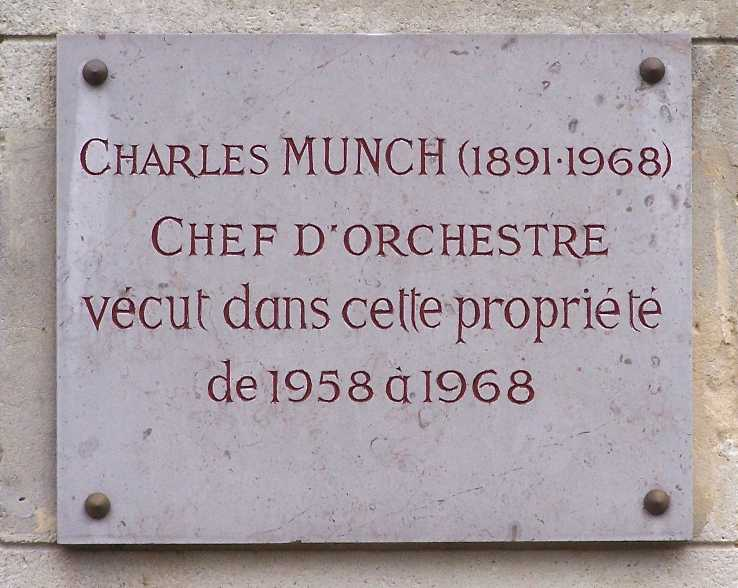
Pour Charles Munch.

## Le Séjour de Voisins

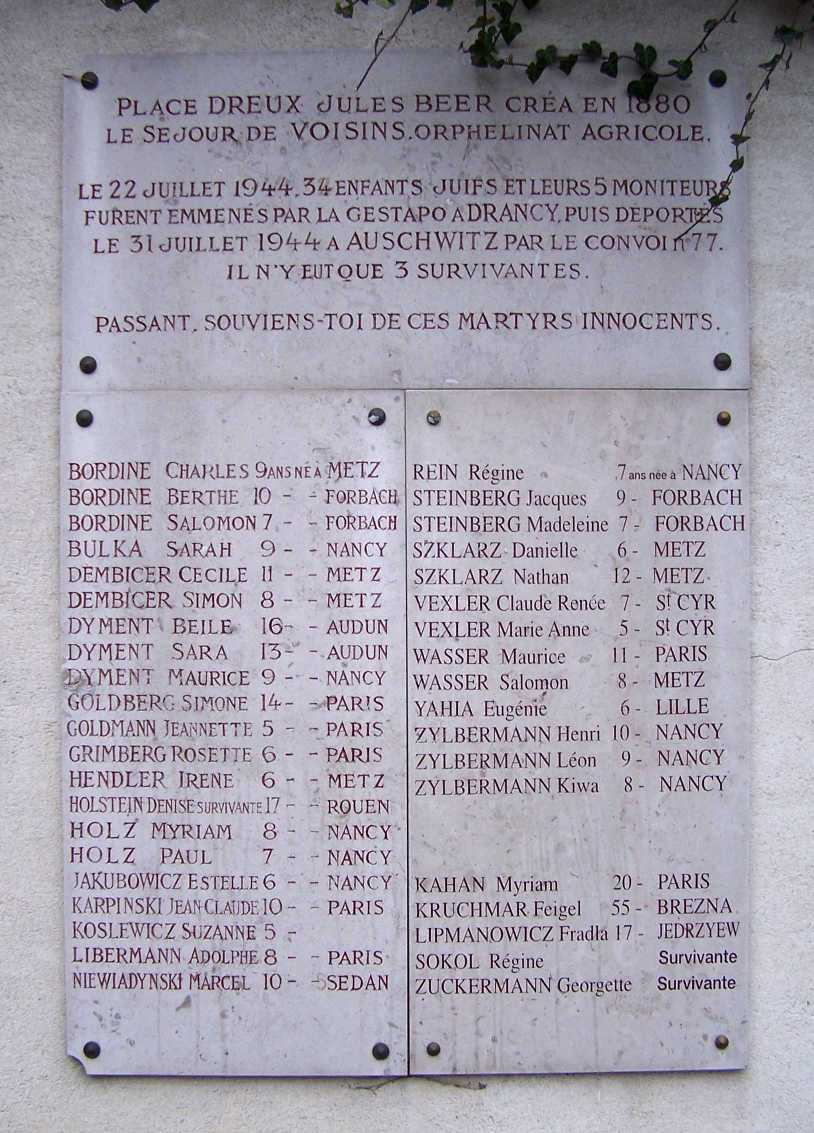
Plaque commémorative pour les enfants déportés.

Le Séjour de Voisins était un orphelinat agricole qui fut créé en 1880 par Jules Beer. La future comédienne Dany Carrel y fut pensionnaire dans son enfance à son arrivée d'Indochine, de ses 4 à 13 ans.
Durant la Seconde Guerre mondiale, cet orphelinat servit de refuge à des enfants juifs.
Dans le cadre des rafles lancées par Alois Brunner, le chef du camp de Drancy, la Gestapo arrête l’ensemble des enfants réfugiés dans les centres de la région parisienne dont celui de Louveciennes. Le 22 juillet 1944, trente-quatre enfants et leurs cinq moniteurs furent emmenés à Drancy puis déportés, le 31 juillet 1944, à Auschwitz. Il n'y eut que trois survivantes.